# ۲۸۰ (پیش از میلاد)
۲۸۰ (پیش از میلاد) ۲۸۰مین سال قبل از تقویم میلادی است.